# Valencien
Pour l’article ayant un titre homophone, voir Vallancien.
Le valencien (en catalan : valencià), parfois dénommé catalan méridional, est un dialecte catalan parlé dans la plus grande partie de l'actuelle Communauté valencienne, en Espagne, introduit par les colons de la principauté de Catalogne dans le royaume de Valence nouvellement constitué après la reconquête des territoires musulmans par Jacques Ier d'Aragon dans la première moitié du XIIIe siècle. Localement, le terme de « valencien » peut également être utilisé pour désigner l'ensemble de la langue catalane.
Les auteurs valenciens donnèrent leurs lettres de noblesse au catalan littéraire et jouèrent un rôle de tout premier plan au cours de son Siècle d'or. À partir du XVIe siècle, avec l'union des Espagnes et la diffusion du castillan comme langue unique de la noblesse et des institutions, le catalan se trouve relégué au second plan de la monarchie hispanique mais reste la langue très majoritairement employée par le peuple, au Pays valencien comme dans le reste du domaine linguistique. Pendant la dictature franquiste (1939-1975), la langue reste à la marge des institutions, son usage public est généralement interdit et parfois réprimé, les publications en langue vernaculaire sont sévèrement contrôlées et la région connaît une importante immigration en provenance notamment d’Andalousie. Le valencien subit un important recul quant aux proportions de locuteurs, mais reste largement présent dans les provinces de Valence et Castellón, hors des grands centres urbains.
Au XXIe siècle, le valencien rassemble près du tiers de l'ensemble des locuteurs de la langue catalane mais, reflétant les controverses politisées portant sur sa dénomination ou sa classification en tant que dialecte survenues depuis la Transition démocratique, il est toutefois considéré comme une langue distincte par une grande partie des Valenciens. À la suite de différentes sentences ou déclarations impliquant l'Académie valencienne de la langue (AVL), l'Institut d'Estudis Catalans, ainsi que le Tribunal constitutionnel, le conflit est toutefois réglé d'un point de vue légal, académique et institutionnel. Depuis 2006, le terme de « valencien » est académiquement et institutionnellement reconnu comme glottonyme officiel pour faire référence à la langue dénommée « catalan » dans le reste du domaine linguistique.

## Histoire

### Origines
La langue catalane est implantée dans le royaume de Valence par les colons venus d'autres territoires de la couronne d'Aragon à la suite de la conquête du territoire menée par Jacques Ier.
Dans la plus grande partie du territoire, dominent les colons venus de différentes parties de la Catalogne. Cependant, la prépondérance de colons venus d'Aragon dans les zones intérieures du royaume, dichotomie renforcée lors du repeuplement ayant suivi l’expulsion des Morisques au début du XVIIe siècle explique que la langue traditionnelle de cette zone soit le castillano-aragonais, avec des accents murciens dans la partie méridionale de l'actuelle province d'Alicante.
Dans le territoire nouvellement conquis, les colons constitueront une minorité dirigeante, cohabitant avec une importante population morisque, jusqu'à leur expulsion au début du XVIIe siècle. Les contacts prolongés avec la langue arabe sont à l'origine de la présence accrue d'emprunts lexicaux en catalan occidental. La toponymie valencienne est tout particulièrement fournie en arabismes.

### Le Siècle d'or

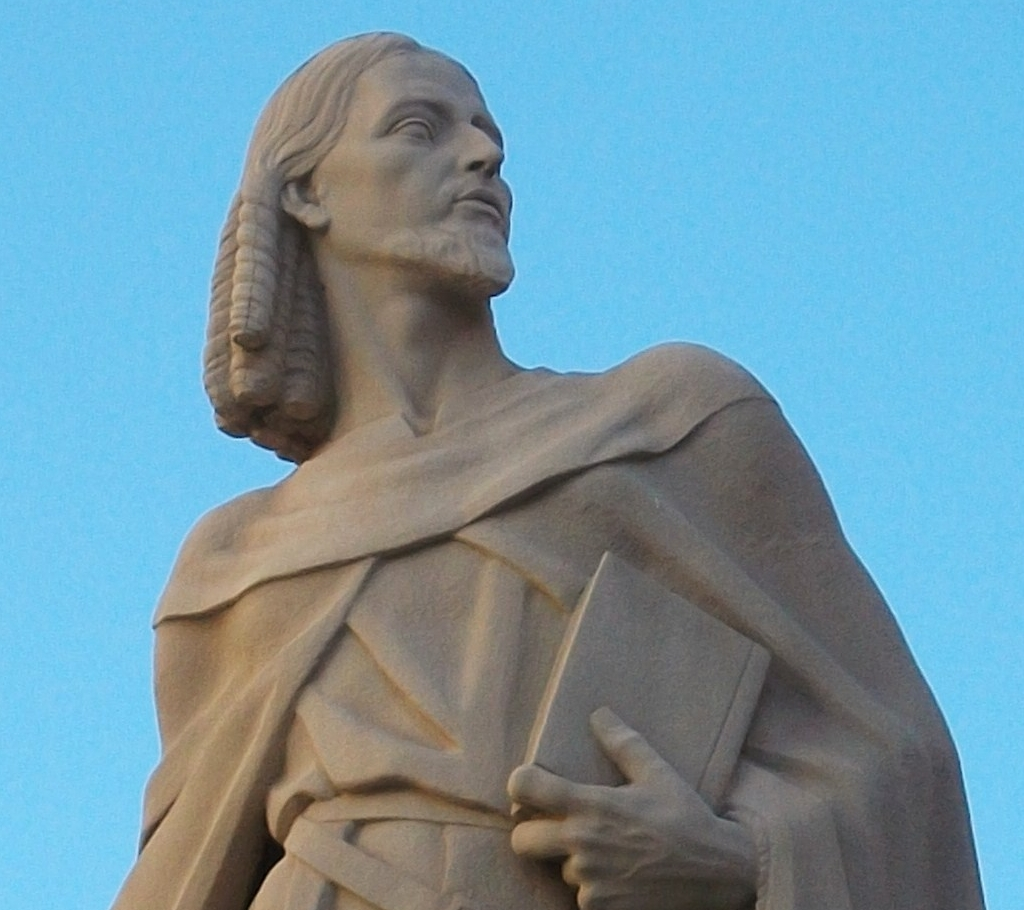
Statue d'Ausias March à Gandie.

Aux XIVe et XVe siècles, le royaume de Valence vit une époque florissante et domine la couronne d'Aragon. Il donne à la langue occitano-romane son siècle d'or avec les œuvres d'écrivains comme Ausiàs March, Joanot Martorell ou Jaume Roig. March marque une étape fondamentale dans la littérature catalane, en écrivant des vers clairement différenciés de la langue classique occitane, pratiquée par les troubadours et leur suiveurs et jusqu'alors omniprésente. Au début du XVe siècle, galvanisés par l'essor économique, la nouvelle dénomination de « langue valencienne » fait son apparition chez les notables du royaume, employée peu distinctement en concurrence avec d'autres appellations ; à la fin du siècle elle est le glottonyme majoritairement employé par les locuteurs de la région, contribuant à asseoir la fragmentation dialectale de la langue occitano-romane, encore très limitée cependant,,. En 1395, Antoni Canals semble opposer catalan et valencien comme deux langues différentes dans un texte jusqu'à présent inexpliqué, ce qui fut instrumentalisé par certains partisans du sécessionnisme linguistique ; cependant aucune différence n'est perceptible entre la langue utilisée par Canal et celle des écrivains catalans de la même époque.

### L'union des Espagnes et l'expulsion des Morisques
À la fin du XVe siècle, l'union des couronnes de Castille, rapidement suivie de la découverte de l'Amérique par Christophe Colomb pour le compte de la Castille et de la conquête du Nouveau Monde, la couronne d'Aragon et la langue catalane sont mis au second plan de la monarchie. Au début du XVIe siècle, la régence de Germaine de Foix et la défaite des Germanies accompagnent une profonde castillanisation culturelle de la noblesse valencienne,,,. Le castillan devient la langue dominante dans l'imprimerie, alors en plein essor. Le valencien est en contact étroit avec le castillan et l'aragonais, avec lesquels il interfère, en particulier dans la capitale et son Horta, où le dialecte dit apitxat, caractérisé par une forte castillanisation phonétique et lexicale, fait son apparition.
Au début du XVIIe siècle, l'expulsion des Morisques ruine l’économie valencienne et le royaume doit faire face à un immense vide humain,,. Le repeuplement par des immigrés catalans, aragonais ou castillans établit grosso modo les frontières linguistiques actuelles du Pays valencien.
Au XVIIIe siècle, Carles Ros (1703-1773), notaire de profession, est l'auteur d'une abondante littérature romanesque écrite en valencien vulgaire ; il réédite certains textes anciens comme Espill de Jaume Roig, qui abonde en lexique valencien. À sa suite, Manuel Joaquim Sanelo (1760-1827) publie un remarquable Diccionario Valenciano-Castellano. À la même époque, le dominicain Lluís Galiana est un fervent défenseur de la langue des Valenciens.

### La renaissance littéraire
Le XIXe siècle voit l’apparition d'un mouvement de renaissance de la langue valenciano-catalanne, la Renaixença. À Valence, l'impulsion est donnée par le Majorquin Marià Aguiló. La langue ancienne est de nouveau cultivée par des auteurs contemporains, les Jeux floraux sont restaurés. En Catalogne, le mouvement évolue vers la fin du siècle en un catalanisme politique nationaliste. À Valence au contraire, le mouvement restera fondamentalement apolitique et restreint à une petite élite conservatrice. Parallèlement à la Renaixença apparaît une presse écrite périodique satirique en langue vernaculaire (à Valence puis en Catalogne) comme El Mole (1837), El Cresol et La Donsanya (1844), El Tabalet et El Sueco (1847), etc.

La chauve-souris, emblème de Lo Rat Penat.

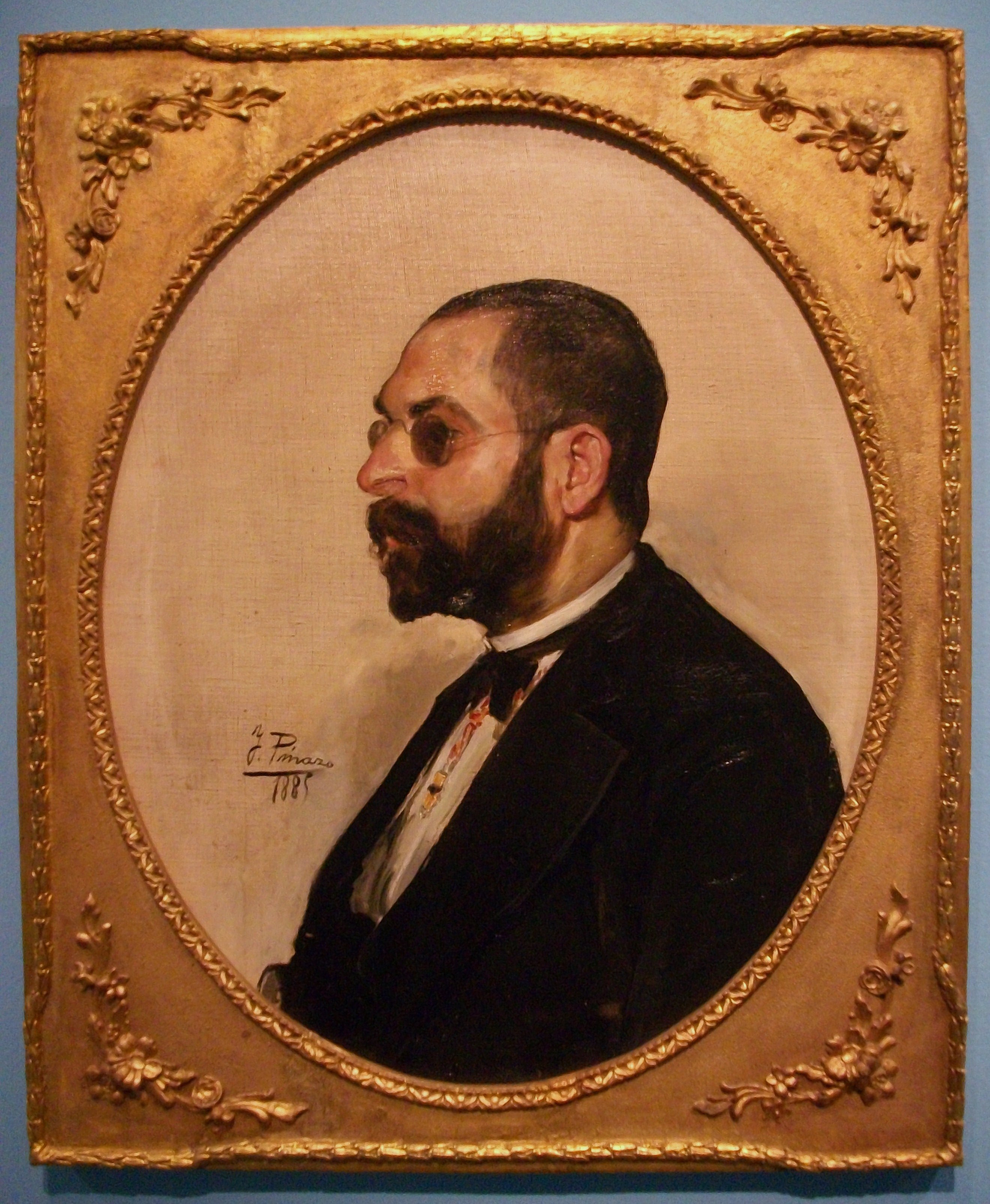
Constantí Llombart.

En 1878, Constantí Llombart fonde Lo Rat Penat, qui restera l'une des principales entités valencianistes historiques. Contre le désir de son fondateur, Lo Rat Penat, et avec lui toute la Renaixença, resteront profondément influencés par la posture provincialiste et conservatrice de Teodor Llorente Olivares, contraire à la politisation des revendications liées à la langue.
La Renaixença fait place, au début du siècle suivant, à un important travail de normalisation et de modernisation de la langue mené de Catalogne par un groupe d'intellectuels regroupés dans la revue moderniste L'Avenç, puis dans l'Institut d'Estudis Catalans (IEC), avec de nombreux apports fondamentaux de Pompeu Fabra. À Valence, quelques propositions grammaticales isolées, comme celles de Josep Nebot, basées sur le valencien oral, semble-t-il finalisées en 1896, les normes très personnelles du peintre Josep Maria Bayarri, ou la grammaire de Lluís Fullana (1915) commandée par le Centre de Cultura Valenciana et globalement proche de celle de l'IEC malgré quelques divergences ponctuelles, révisée dans le Compendi de la Gramàtica Valenciana de 1921, restent sans écho significatif,.
Produit d'une nouvelle génération littéraire formée en opposition à la dictature de Primo de Rivera, en 1927 est fondée la Taula de Lletres Valencianes (« Table de lettres valenciennes »), revue qui marque le début du travail de récupération culturelle valencienne qui se poursuivra jusqu'au début de la guerre civile,.
En 1932, les Normes de Castelló, normes de l'IEC adaptées sur certains points aux variantes occidentales et valenciennes, sont ratifiées par les principales entités et personnalités culturelles valenciennes, dont Fullana et Lo Rat Penat. Elles font l'objet d'une rapide adoption par les milieux culturels valenciens. Durant la République, le valencianisme est en ébullition et les publications dans la langue du pays se multiplient.

### Le franquisme

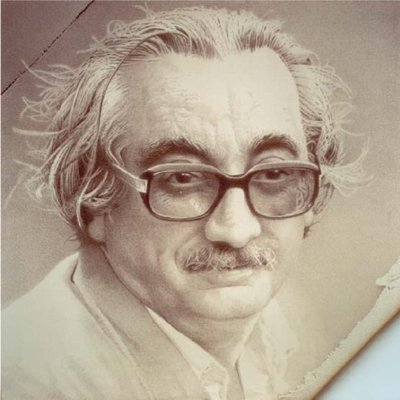
Joan Fuster.

Pendant le franquisme, la langue souffre d'une marginalisation importante. À Valence, le régime se montre toutefois plus tolérant qu'en Catalogne. Il se montre favorable aux activités de l'association Lo Rat Penat ou à la littérature de fallas (revue Pensat i fet), considérées comme d'inoffensives initiatives folkloristes. Au sein de Lo Rat Penat, d'autres intellectuels continuent à mener d'importants travaux de normalisation (grammaire de Carles Salvador en 1951) et de production littéraire. D'autres intellectuels contribuent également à la dignification et modernalisation du valencien littéraire à travers l'Editorial Torre, fondé à Valence en 1943,. Il publie toute une génération de jeunes auteurs dont certains seront des personnalités de premier plan des cercles valencianistes. Parmi ceux-ci, Joan Fuster publie en 1962 Nosaltres, els valencians, qui encense la catalanité des Valenciens et les exhorte à récupérer leur culture commune avec ceux-ci.
Si durant la République le valencien est la langue largement dominante dans la population, à l'issue de quarante ans de dictature et de marginalisation, période où la région connaît une très forte immigration venue notamment d'Andalousie, le valencien se trouve très nettement diminué quant au nombre de locuteurs dans une grande partie du territoire, particulièrement dans les grandes villes. Toutefois, la fin du franquisme est marquée par une grande effervescence des milieux valencianistes et les représentants de la pensée de Fuster, actifs notamment dans les milieux universitaires (fondation du Partit Socialista Valencià en 1962, publication de la revue Gorg entre 1969 et 1972…). Avec le mouvement de la Nova Cançó, la nouvelle chanson catalane/valencienne, qui aura comme représentants à Valence des groupes comme Al Tall et Els Quatre Z, ou des artistes comme Raimon, lui aussi proche du groupe Torre.

### La transition et l'époque démocratique
Au cours de la transition démocratique, un mouvement anticatalaniste appelé blavérisme, fomenté par les secteurs conservateurs et réactionnaires, fait son apparition et a une influence décisive sur le panorama politique valencien jusque dans les années 1990 et même au-delà. La période de la transition est marquée par la bataille de Valence, violent conflit identitaire dans lequel les blavéristes mènent des campagnes d'intimidation à l'encontre des autres secteurs valencianistes.
Le blavérisme est à l'origine d'une controverse politisée remettant en question l'inclusion du valencien dans le diasystème catalan, souvent accusée d'avoir provoqué une démobilisation des forces politiques valencianistes et d'une tiédeur dans l’application des politiques linguistiques. Les secteurs blavéristes défendent des normes orthographiques alternatives pour le valencien, les Normes del Puig, élaborées par la Real Acadèmia de Cultura Valenciana et publiées en 1981. Deux versions fortement amendées de ces normes, allant jusqu'à pratiquement supprimer les accents écrits, furent publiées au cours de la décennie. En dépit de quelques initiatives, comme une version du statut d'autonomie de 1982 publiée à l'initiative de la députation de Valence, où la diffusion de milliers de dictionnaires par Las Provincias, ces normes ne se sont pas étendues de manière significative au-delà des milieux les ayant élaborées et revendiquées (essentiellement la RACV et Lo Rat Penat) mais le conflit perdure, essentiellement dans ces mêmes milieux, davantage alimenté par des motivations idéologiques et identitaires que philologiques. Le 21 septembre 1998, une sentence du Tribunal suprême interdit à la municipalité de Benifaió d'en faire usage dans sa communication interne, et établit une jurisprudence confirmant que les questions de normalisation linguistique sont du seul ressort de la Communauté autonome,.
En 1983 est promulguée la Loi d'usage et d'enseignement du valencien qui définit les modalités d'usage et d'enseignement de la langue et entame une politique de normalisation linguistique. Le valencien est introduit comme langue véhiculaire dans une proportion significative des écoles primaires et secondaires (en 2007, environ un quart des élèves de la région bénéficiaient de cette modalité d'enseignement). En 1995, le Parti populaire accède au gouvernement de la région avec le soutien du parti blavériste Unio Valenciana, et met en place un travail de censure afin d'évacuer des manuels scolaires de valencien des écoles primaires et secondaires tous les écrivains originaire des autres régions du domaine linguistique catalan, les dénominations de « catalan » ou  « Pays valencien », et toutes les références aux Pays catalans.

Logo de l'Académie valencienne de la langue.

Les normes orthographiques utilisées « par défaut », aussi bien dans les textes institutionnels (à l'exception d'une version du Statut d'autonomie de la Communauté valencienne publiée par la députation de Valence au cours de la transition) que dans l'enseignement, ainsi que, très majoritairement, chez les éditeurs, sont restées conformes au standard de 1932. Jusqu'à la création de l'AVL, c'est l'Institut interuniversitaire de philologie valencienne qui avait servi de référent institutionnel à la Généralité.
En 1998, à la suite d'un pacte politique avec la droite nationaliste catalane,, est fondée l'Académie valencienne de la langue (AVL), dans l'optique de mettre fin au conflit sur la langue. Elle a depuis mis en place un corpus normatif, conforme aux Normes de Castellón, avec quelques adaptations mineures. Depuis 1998, le nombre d'ouvrages publiés dans les Normes del Puig est en recul mais le conflit perdure dans certains milieux, davantage alimenté par des motivations idéologiques et identitaires que philologiques.
Pour tenter de mettre fin au conflit, l'AVL, dans sa déclaration du 9 février 2005, affirme la pertinence de l'emploi du terme « valencien », lorsqu'il s'applique  à ladite région, tout en demandant de ne pas l'utiliser dans la seule intention de créer de vaines polémiques ou de se livrer à des manipulations de nature culturelle, sociale ou politique qui contribuent à « diviser les locuteurs, à rendre difficile sa promotion et à empêcher sa pleine normalisation ». Cette position a été confortée par plus de quinze sentences émises par le Tribunal suprême espagnol ou le Tribunal supérieur de la Communauté valencienne depuis 1997.
L'emploi ou l'exclusion du terme « catalan » pour désigner la langue propre de la communauté valencienne est toutefois toujours l'objet d'une forte controverse. Selon une enquête du CIS réalisée en 2004, près des deux tiers des Valenciens (64,4 %) considèrent que valencien et catalan sont deux langues différentes. Une enquête de la Généralité valencienne publiée dix ans plus tard indique que cette proportion diminue à environ un Valencien sur deux (52.4 %). Depuis l'époque classique, bien que la langue soit désignée localement sous l'appellation de « valencien », elle est pratiquement indiscernable de la langue catalane telle qu'elle est alors massivement attestée, par exemple dans des milliers de documents des Archives de la Couronne d'Aragon),,.

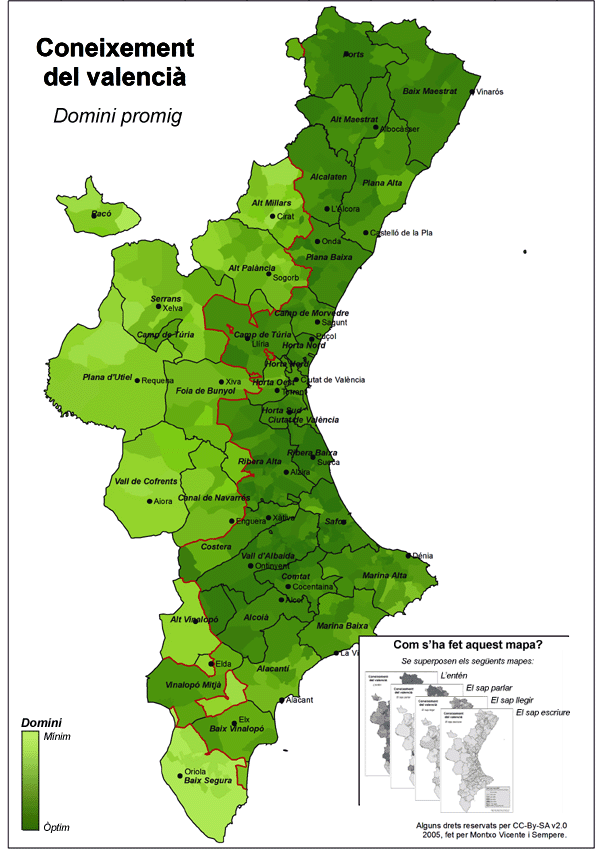
Carte de densité de locuteurs de valencien

Les locuteurs du valencien se concentrent notamment dans la plaine de la Province de Castellón (Castelló), la côte méditerranéenne de Valence et le nord d'Alicante. De façon générale le castillan est surtout dominant dans les zones intérieures de ces deux dernières provinces, faiblement peuplées.
L'adoption du castillan par les classes supérieures de la société valencienne, impliquant la progressive implantation du castillan dans les centres urbains de la région depuis le XVIe siècle, phénomène accentué pendant la période franquiste, explique que dans une grande partie du territoire, particulièrement dans les grandes villes, le valencien se trouve en position d'infériorité par rapport au castillan,. Depuis l'avènement de la démocratie, l'évolution de la situation de la langue a été globalement positive mais reste toutefois mitigée (par exemple si l'on compare avec la Catalogne voisine), en raison du manque de soutien politique qui a contrarié de manière générale le regain d'intérêt initial suscité par le valencien lors de la période de transition.
Le statut d'autonomie de la  Communauté valencienne définit le valencien comme sa langue propre et elle a un caractère officiel en son sein avec le castillan. L'approbation en 1983 de la Loi d'usage et d'enseignement du valencien (Llei d'Ús i Ensenyament del Valencià ou LUEV) est à l'origine de la politique de valorisation du valencien entreprise depuis l'avènement de la démocratie. Elle explique une amélioration du taux d'alphabétisation en valencien, particulièrement chez les plus jeunes. Selon une enquête menée par l'AVL publiée en 2007, 71,3 % des habitants comprennent le valencien, 51,8 % savent le parler, 47,3 % savent le lire et 25,2 % savent l'écrire. Une importante immigration récente contribue à expliquer une diminution significative des compétences. La chaîne de télévision de la Communauté valencienne, Canal Nou a également contribué à la familiarisation d'une grande partie des habitants de la communauté avec le valencien, y compris dans les zones castillanophones. Ses programmes, ainsi que de façon générale la politique menée par la Généralité valencienne, ont toutefois été durement critiqués par les secteurs défenseurs de la langue,,,.
Le contexte politique et culturel de 1995 à 2015 voit l'émergence  d'une série de groupes très revendicatifs faisant usage du valencien, en quelque sorte héritiers de la Nova Cançó dans un nouveau contexte,. Ils deviennent populaires parmi la jeunesse surtout par le biais de la consommation de musique sur Internet (streaming), grâce à l'érosion des frontières entre sexe et genre, au processus de mondialisation culturelle et aux festivals de musique, dont la Communauté valencienne est l'un des territoires les plus prolifiques d'Europe, s'agissant de musique en valencien (Feslloc (es), Aplec dels Ports (ca), Festivern (ca), etc.) ou internationaux (Arenal Sound, Pirata Festival, Festival de les Arts (es), etc.), mêlant multilinguisme, hip-hop, reggae, funk, punk, ska et musiques électroniques.
L'Église catholique continue d'utiliser presque exclusivement le castillan.

## Description

### Classification

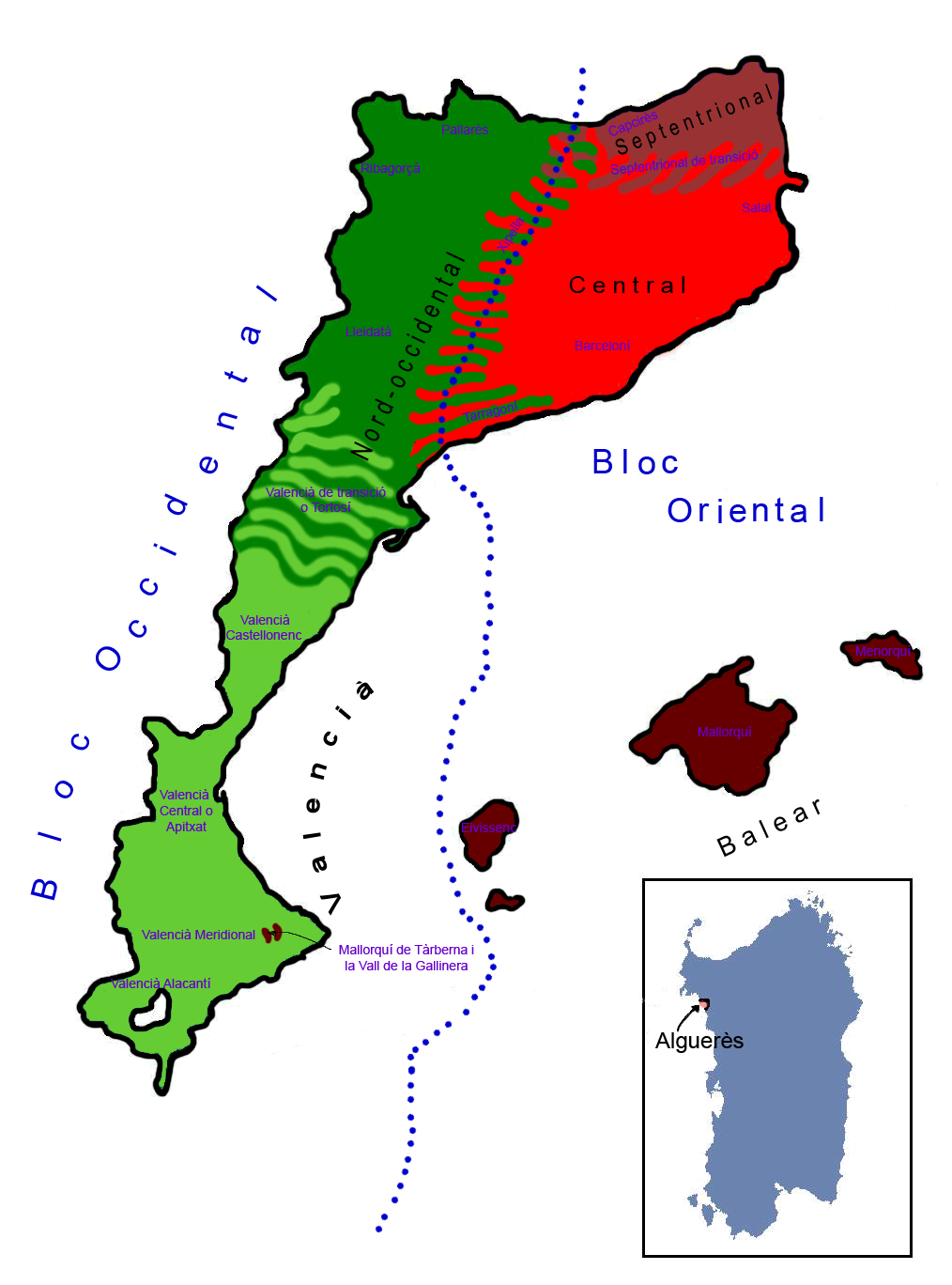
Situation du valencien (en vert clair) sur une carte dialectale du catalan.

Le valencien est un ensemble de modalités appartenant au groupe dialectal occidental du catalan, parlées dans les régions méridionales du domaine linguistique catalan. Le code ISO 639 est donc commun, mais la dénomination diffère selon le territoire. Le catalan faisant lui-même partie du groupe occitano-roman des langues romanes, de la superfamille des langues indo-européennes.
Sa classification linguistique est comme suit:
- Langues indo-européennes
  - Italique
    - Langues romanes
      - langues occitano-romanes
        - Langue catalane

### Dialectologie
L'articulation dialectale traditionnelle du catalan en deux blocs verticaux se base sur une différence de traitement des voyelles atones (3 voyelles pour le bloc oriental, 5 pour le bloc occidental).
Le valencien est un ensemble de modalités rattachées au bloc catalan occidental. Il partage donc les traits caractéristiques de celui-ci et la physionomie particulière du valencien se retrouve en grande partie en catalan nord-occidental :
- maintien des oppositions a/e et o/u atones ;
- utilisation du pronom objet mos pour la première personne du pluriel au lieu des ens/nos normatifs ;
- tendance au maintien de la prononciation [dʒ] de j ou g + e/i ;
- fermeture en [e] du résultat de e fermé latin : CATĒNA > cadena [kaˈðena], contre [kəˈðɛnə] en catalan central et [kəˈðənə] en baléare[73] ;
- quelques éléments lexicaux de base communs, divergeant des formes orientales, souvent étymologiquement apparentées aux correspondants castillans ;
- nombreux arabismes (souvent transmis via l’aragonais).

D'un point de vue dialectologique, le valencien ne peut être strictement considéré comme un dialecte clairement différencié parlé dans le territoire administratif de la Communauté valencienne. L'existence d'un continuum linguistique et d'une large zone de transition avec les zones catalanophones contiguës implique qu'une grande partie des traits dialectaux du valencien se retrouvent également dans les terres de l'Èbre catalanes et aragonaises (catalanophones), jusqu'au Baix Camp et au Baix Cinca, de même que certaines caractéristiques du catalan nord-occidental commencent à apparaître dans la Plana Alta (province de Castellón) et s'affirment de plus en plus lorsqu'on se dirige vers le nord. On tend ainsi à utiliser le terme de « valencien général » pour parler des traits largement partagés dans les parlers catalans de la région (qui sont largement partagées avec le dialecte catalan nord-occidental et qui peuvent faire exception dans certaines zones, comme fréquemment le valencien apitxat, parlé autour de la capitale).
Le valencien se rapproche en particulier du catalan parlé dans la Frange d'Aragon, sur le plan phonétique mais également avec une grande quantité d'emprunts au castillan (ou à l’aragonais).
Sur le plan lexicologique, le valencien se distingue au sein du catalan notamment par la présence accrue d'arabismes (et de mozarabismes selon certains auteurs aujourd'hui mis en doute), notamment dans le domaine de l'agriculture.

#### Frontières

À la suite de la Reconquista le valencien était présent bien plus au sud qu'aujourd'hui, en situation de bilingüisme avec le castillan, avant que le premier ne recule jusqu'au limites actuelles.

La frontière linguistique séparant les zones de langues castillane et catalane correspond en de nombreux endroits avec les divisions ecclésiastiques du territoire du valencien, d'origine très ancienne et qui sont restées en vigueur jusque dans la deuxième moitié du XXe siècle.
Différentes isoglosses peuvent être choisies pour tracer la frontière dialectale du valencien dans l'ensemble catalan, au nord : limite du parler de Tortosa (terminaison -e / -o de la première personne du présent de l'indicatif), terminaison -és /-ara de l'imparfait du subjonctif (si l'on inclut dans le valencien le parler de la Frange d'Aragon) ou maintien du -r final,.
À l'ouest et au sud, la consolidation de la frontière avec le castillan (castillano-aragonais, manchois ou murcien) remonte au début du XVIIe siècle, en conséquence du repeuplement ayant suivi l'expulsion des Morisques, dans lesquels prirent part d'importantes proportions d'Aragonais et de Castillans. Jusqu'alors l'arabe était la langue largement dominante dans la population et les langues romanes n'étaient parlées que dans des enclaves réduites. On observe à cette occasion que certaines zones auparavant catalanophones (Segorbe, Cheste, Jérica, Orihuela, etc.)  deviennent hispanophones,.

#### Dialectes valenciens

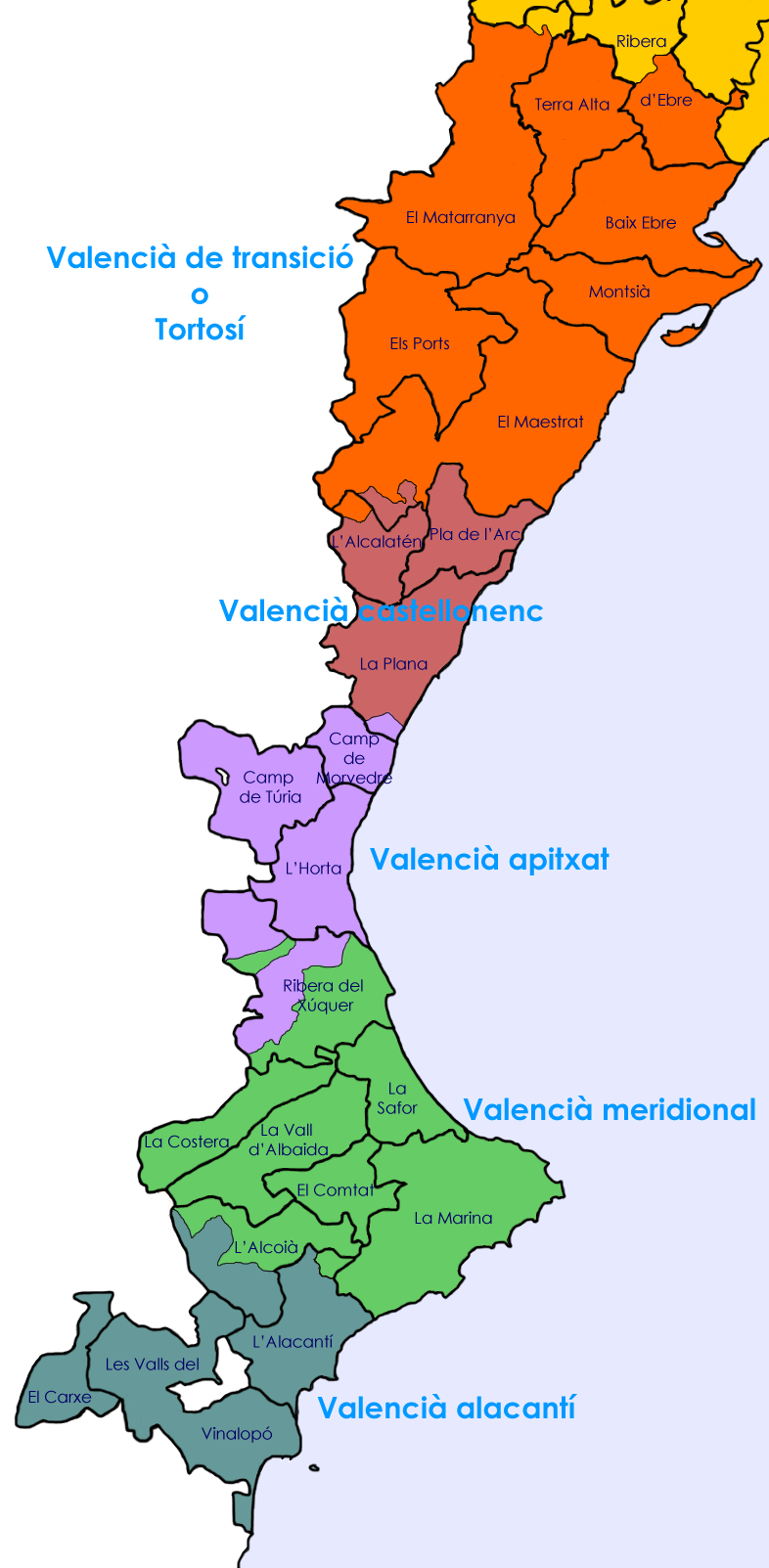
Carte dialectale du valencien

- Valencien de transition (ou tortosien) avec le catalan nord-occidental.
  - Cette zone est caractérisée par le croisement de trois isoglosses importantes: conjugaisons de la première personne en -o/-e, prononciation ou non du -r de l'infinitif, et enfin désinences en -ara, -era, -ira /és (às), -is du subjonctif imparfait.
- Valencien septentrional ou de Castelló(n) (valencià septentrional ou castellonenc)
  - Ce dialecte se caractérise notamment par une réduction du système phonologique consonantique (passant de 23 à 21 phonèmes d'après Joan Veny[80]). On trouve certains traits du catalan nord-occidental, comme la conservation de l’article ancien lo/los[81].
- Valencien central ou aptixat (valencià central)
  - Parlée autour de Valence même, cette variété est la plus différenciée ; elle se caractérise notamment par un assourdissement de plusieurs consonnes fricatives et affriquées sonores[82],[83].
- Valencien méridional (valencià meridional)
  - Parlé au nord de la province d'Alicante et dans le sud de la province de Valence. Il est souvent pris comme référence du valencien général.
- Valencien alicantin (valencià alacantí)
  - Il se démarque par exemple par la forme els au lieu de la pour l’article défini féminin[81].
- Parlers salats majorquin à Tàrbena et La Vall de Gallinera, implanté à la suite du repeuplement de la zone par environ 150 familles majorquines à la suite de l'expulsion des Morisques[84],[85]

### Phonétique
jo et ja sont articulés [jo] et [ja] avec une yod, comme en castillan, et non par une fricative sonore [ʒ], comme en catalan standard.
L'adverbe així (« ainsi »), devient aixina [ajˈʃina] (mais la forme classique reste majoritairement utilisée à l'écrit).

#### Vocalisme
Le système vocalique tonique est constitué des sept phonèmes /a ɛ e i ɔ o u/. Dans une grande partie des parlers valenciens, les toniques /ɔ/ et /ɛ/ sont articulées plus ouvertes que dans le reste du domaine catalan.
La diphtongue ui tend à être articulée de façon croissante (comme en catalan oriental) : cuina > [ˈkwina], hui > [ˈwi]. À différents endroits, son articulation peut être décroissante, comme dans une bonne partie du nord-occidental, mais les enquêtes semblent montrer que ce trait est en recul, : cuina > [ˈkujna], buit > [ˈbujt] (mais hui > [wi]).
Le système vocalique atone se compose des cinq voyelles /a e i o u/ caractéristiques du bloc occidental. On trouve de nombreuses variations locales dans la réalisation des voyelles atones. Ci-dessous sont présentées certaines caractéristiques représentatives de la variété du vocalisme atone valencien.
La voyelle atone /e/ s’ouvre parfois en [a] devant consonnes nasales et fricatives : enveja [aɱˈvedʒa], espill [asˈpiʎ], eixugar [ajʃuˈɣaɾ]. Dans d'autres cas[Lesquels ?], la réduction se produit devant n'importe quelle consonne : terròs [taˈrɔs], trepitjar [tɾaˈpidʒaɾ], lleganya [ʎaˈɣaɲa].
Devant palatale ou /s/, /e/ atone se ferme fréquemment en /i/ : deixar > [diˈʃaɾ], menjar > [minˈdʒaɾ]. Ces formes sont déconseillées par l’AVL.
Dans de nombreux termes, /e/ prétonique devient /i/ : coneixement > [koneiʃiˈment], creixement > [kɾeiʃiment]. Ce trait est considéré par l’académie comme « propre du valencien standard ».
Dans certaines flexions verbales, /a/ atone final devient /e/ : parla > [ˈpaɾle], parlaria > [paɾlaˈɾie].
De la même manière, /o/ atone peut être réduit en [u] devant les consonnes bilabiales (cobert > [kuˈβɛɾt]), suivie d'une syllabe tonique avec ‹i›: conill [kuˈniʎ] et dans certains anthroponymes comme Josep(a) ou Joan(a).

#### Consonantisme
g devant  ‹e› et ‹i› et j dans toutes les positions tendent à adopter une prononciation affriquée [dʒ].
Le x est prononcé affriqué [tʃ] à l'initiale ou derrière une consonne :  xiquet > [tʃiˈket], marxar > [maɾˈtʃaɾ]. Il existe cependant de nombreuses exceptions : Xàtiva > [ˈʃativa], xarxa ou xàrcia > [ˈʃaɾʃa]/[ˈʃaɾsia]. Le digraphe ix (prononcé [jʃ] derrière voyelle ou [iʃ] derrière consonne et [ʃ] en valencien d'Alicante) maintient ainsi une prononciation fricative : calaix [kaˈlajʃ], guix [ˈgiʃ].
Excepté dans une partie du valencien septentrional (au nord de Castellón) le r final est prononcé dans tout le valencien. Hors du territoire valencien, on ne retrouve ce trait qu'autour Aguaviva (à l'extrême sud-ouest du nord-occidental, dans la frange d'Aragon). Ailleurs, le r final est amuï (hormis dans quelques termes isolés, notamment monosyllabes).
De la même manière, le t des groupes finaux -nt, -lt et rt reste audible, une caractéristique commune avec une partie du catalan baléare. Des exceptions se rencontrent dans la zone de Castellón, le Maestrat, la Costera, Vall d'Albaida, l'Alcoià et le Vinalopó.
À la différence du catalan oriental, absence de redoublement de b et g dans les groupes intérieurs bl et gl respectivement : possible, segle > [poˈsiβle], ['seɣɫe], contre [puˈsibblə], ['seggɫə] en oriental.
Comme en baléare et en alguérois ainsi que dans quelques recoins en nord-occidental (comarque de Lérida notamment), le v maintient généralement son caractère labiodental [v], bien qu'il tende par endroits à se prononcer en bilabiale comme /b/, comme dans le reste du domaine linguistique (on parle alors de bêtacisme), peut-être sous l'influence du castillan.
Comme en baléare, le groupe ‹-tll-› est prononcé -tl- dans certains mots : ametla ('ametlla'), vetlar ('vetllar'). Il peut être noté ‹-tl-›
Le digraphe -tz (>/dz/ en catalan standard) se réduit à [z] dans le suffixe -itzar et dérivés : realitzar > [realiˈzaɾ].
Comme en castillan (voir Dialectologie de la langue espagnole#Traitement de /d/), le d intervocalique (prononcé [ð] de façon standard) est particulièrement affaibli dans la langue parlée, de façon variable selon les contextes : mocador > [mokaˈoɾ] (prononciation presque généralisée), cadira > [kaˈiɾa] (plus localement). La terminaison -ada est prononcée -à (> [aː] avec prolongation vocalique dans la plus grande partie du valencien : cremada > [kɾeˈmaː],. Dans d'autres cas comme didal, le /d/ est maintenu sauf en valencien alicantin. L'AVL considère que la chute du /d/ n'est acceptable en valencien standard que dans les terminaisons -ada et -ador. Le d reste toutefois maintenu dans une bonne partie du valencien méridional et autour d'Alzira.

### Morphologie
L'inventaire des articles définis (el, la, els et  les) coïncide avec celui du catalan oriental, et diffère du nord-occidental.
Comme en portugais et en castillan, il y a conservation de trois degrés de démonstratifs et d'adverbes de lieux,, et absence de formes renforcées pour les démonstratifs de 1er et 2e degré : este, eixe, aquell; açò, això, allò; ací, aquí/ahí, allí ou allà. Les formes renforcées, généralisées en catalan central et encore en usage au XIXe siècle, notamment dans la langue littéraire, peuvent être perçues comme archaïques par les locuteurs.
De longue date, la préposition amb (habituellement ab dans les écrits anciens) est prononcée comme en [en].
Les pronoms faibles conservent leur forme pleine devant les verbes commençant par une consonne :  me dutxe, te dic, se pentina etc. Les variantes alicantines et la majorité des variétés méridionales utilisent toutefois la forme faible, sauf es devant /s/ :  em dutxe, et dic, es canvia, se sap, se certifica,
À l'oral, le pronom faible standard ens devient mos, comme dans le reste du bloc occidental et en baléare, une forme non admise dans le standard de l’IEC. De façon générale, dans le langage oral, les formes ens et us sont remplacées par mos et vos. Devant le verbe, cette dernière forme est considérée comme normative par l'AVL.
Le pronom faible indirect li précède toujours le pronom faible direct lorsqu'il est présent, ce qui donne lieu à des combinaisons originales :  li'l (li'l done > l'hi dono), li la (li la done > la hi dono), li'ls (li'ls done > els hi dono), li les (li les done > les hi dono).
L'usage du suffixe diminutif -et/-eta est très répandu.

#### Morphologie verbale
La morphologie verbale est sans doute l'un des aspects sur lesquels le valencien est le plus différencié des autres variantes de la langue catalane. Le linguiste Abelard Saragossà considère que les conjugaisons constituent l'un des plus grands obstacles à la compatibilité interdialectale du catalan actuel.
La première personne des verbes du premier groupe (-ar) prend le morphème -e : jo cante (au lieu de jo canto). Les conjugaisons des deuxième et troisième groupes sont caractérisées par une syncope vocalique :  jo tem, jo dorm. Dans la plus grande partie du Maestrat toutefois, on trouve le phonème -o, comme en catalan nord-occidental (jo canto, jo temo, jo dormo)
Les terminaisons du présent du subjonctif ignorent les grammèmes en -i caractéristiques du catalan central. Ainsi, les terminaisons sont :
- Premier groupe : -e, -es, -e, -em, -eu, -en
- Deuxième et troisième groupe : -a, -es, -a, etc.

La conjugaison de l'imparfait du subjonctif se différencie également des autres variantes dominantes, avec des terminaisons en -ara, -ares, -ara, -àrem, -àreu, -aren, issues de l'indicatif plus-que-parfait latin, là où les autres dialectes utilisent de préférence des terminaisons en -essi, etc., issues du subjonctif plus-que parfait latin.
Dans une grande partie du domaine valencien, et notamment en apitxat, toutes les formes du passé-simple du catalan classique (jo cantí, jo fiu…) sont encore conservées avec une notable vitalité, tandis qu'il a été remplacé dans la plus grande partie du reste du domaine linguistique par la forme analytique anar + infinitif (jo vaig cantar, jo vaig fer…),,.
De longue date, veure est prononcé vore (forme normalisée par l’AVL).

### Lexique
Quelques mots caractéristiques du valencien (entre parenthèses est indiquée la forme courante du catalan central) :
- bou (toro) : taureau ;
- brossat (mató) : mató ;
- corder (xai) : agneau ;
- creïlla (patata) : pomme-de-terre ;
- fraula (maduixa) : fraise ;
- granera (escombra) : balai[108] ;
- eixir (sortir) : sortir ;
- vindre (venir) : venir ;
- tindre (tenir) : avoir ;
- espill ou lluna (mirall) : miroir[109] ;
- llaurador (pagès) : agriculteur ;
- paréixer (semblar) : sembler/paraître ;
- rabosa (guineu) ;
- roig (vermell) : rouge ;
- xiquet (nen) : enfant.

Dans de nombreux cas, les termes typiques du valencien ont la même étymologie que les termes correspondants en castillan.
Le lexique valencien se distingue par la persistance de termes anciens parfois perçus comme des archaïsmes et l'abondance des arabismes. En outre il se caractérise actuellement, notamment en dialecte central, par la présence d'un grand nombre d'emprunts au castillan.
De façon générale, il est délicat d'émettre des conclusions catégoriques en matière de lexique, celui-ci constituant la partie la plus flexible d'une variété linguistique. De nombreux termes considérés comme valenciens se retrouvent assez largement dans le domaine nord-occidental, en particulier dans la frange d'Aragon. Ainsi par exemple, on trouve vermell notamment à la Marina, et sortir est présent dans le valencien de transition.

### Audiovisuel
- (ca) Valencians i catalans. Cosins o germans?, reportage de TV3, 09/11/1997, 34:28